# Eupithecia prespicuata
Eupithecia prespicuata är en fjärilsart som beskrevs av Schütze 1961. Eupithecia prespicuata ingår i släktet Eupithecia och familjen mätare. Inga underarter finns listade i Catalogue of Life.